# Amt Penzlin
Het voormalige Amt Penzlin was een samenwerkingsverband van 10 gemeenten in het district Müritz in de Duitse deelstaat Mecklenburg-Voor-Pommeren.

## Geschiedenis
Het Amt Penzlin werd op 18 juni 1992 opgericht als Amt binnen het toenmalige district Waren. Op 12 juni 1994 kwam het Amt door een herindeling van de districten in het district Müritz.
Op 1 januari 2001 werd het Amt Penzlin opgeheven en de werden de tot het Amt behorende gemeenten samen met die van het eveneens opgeheven Amt Möllenhagen  ingedeeld bij het nieuwe Amt Penzliner Land.

## Gemeenten
Het Amt bestond uit de volgende gemeenten:
- Alt Rehse
- Krukow
- Lapitz
- Mallin
- Penzlin
- Puchow